# Wonjong
König Wonjong (koreanisch 원종) (* 5. April 1219 in Kaesŏng, Königreich Goryeo; † 23. Juli 1274 in Kaesŏng, Goryeo) war während seiner Regierungszeit von 1259 bis 1274 der 24. König des Goryeo-Reiches und der Goryeo-Dynastie (고려왕조) (918–1392).

## Leben
Wonjong war der erstgeborene Sohn von König Gojong (고종) und seiner Königin Anhye (안혜), die dem Kaesong Wang Clan entstammte. Zu seiner Geburt bekam Wonjong den Namen Wang Jeong (왕정) verliehen. König Wonjong war mit zwei Frauen verheiratet, mit Königin Jeongsun (정순), die dem Gyeongju Kim entstammte und mit Prinzessin Gyeongchang (경창), die dem Kaesong Wang Clan zugehörig war. Mit seiner ersten Frau hatte er einen Sohn, der ihn nach seinem Tod im Jahr 1274 als König Chungnyeol Wang (충렬왕) und 25. König der Goryeo-Dynastie in der Thronfolge beerbte. Mit seiner zweiten Frau hatte er zwei Söhne und zwei Töchter, die zu Prinzen und Prinzessinnen ernannt wurden.
Wonjong erlebte ab seinem zwölften Lebensjahr die Angriffe der Mongolen auf das Goryeo-Reich und wuchs damit auf, dass sein Vater König Gojong nicht wirklich Herrscher des Reiches war, sondern seine Geschicke von der Militärdiktatur der Choe-Familie, angefangen von General Choe Chung-heon (최충헌), über seinen Sohn Choe U (최우) als Nachfolger und dessen Sohn Choe Ui (최의) bestimmt wurden. Die Macht der Choe-Familie fand mit den Mongoleninvasionen und der Ermordung von Choe Ui im Jahr 1258 ein Ende. Im folgenden Jahr sandte König Gojong, der kurzfristig seine Macht zurückerlangte, seinen Sohn zu den Mongolen, um um Frieden zu bitten. Nachdem der Friedensvertrag zustande gekommen war und König Gojong im Juli 1259 verstorben war, folgte Wonjong ihm auf den Thron. Seine Hauptaufgabe war fortan den Friedensvertrag im Inneren seines Reiches zu verteidigen und durchzusetzen. Unterstützung fand er dabei unter den Gelehrten und der Aristokratie, Widerstand hingegen bei den Militärs und dies besonders, als König Wonjong im Jahr 1270 die Hauptstadt von der Insel Ganghwado (강화도) wieder nach Kaesŏng verlegte. Um seine Macht gegenüber den widerständigen Militärs durchzusetzen und zu festigen, die ihrerseits auf der Festung der Insel Ganghwado einen König installierten, rief er die Armee der Mongolen zu Hilfe. Die widerständigen Militärs flohen auf die Insel Jejudo (제주도), wo sie letztendlich im Jahr 1273 von den Mongolen bezwungen wurden.
Der Preis für den Friedensvertrag zwischen Goryeo und dem Mongolenreich bestand für die Könige der Goryeo-Dynastie darin, zukünftig mongolische Prinzessinnen zu heiraten, ihre aus den Ehen hervorgegangenen Prinzen für die Ausbildung an den Hof der Mongolen zu senden, selbst am Hofe mongolische Kleidung und Haartracht zu tragen und zukünftig neben der mongolischen Sprache auch mongolische Namen für die Könige zu verwenden. Den Beginn damit machte König Wonjong, indem er seinen erstgeborenen Sohn mit einer Tochter des mongolischen Herrschers Kublai Khan verheiratete.
König Wonjong verstarb im Jahr 1274. Seine Grabstätte ist nicht bekannt.